# Andrzej Szarmach
Andrzej Szarmach (Gdańsk, 1950. október 3. –) lengyel válogatott labdarúgó, csatár, edző.

## Pályafutása

### Klubcsapatban
1969 és 1972 között az Arka Gdynia csapatában játszott. 1972-ben a Górnik Zabrzehoz igazolt, ahol négy idényen át 76 bajnoki mérkőzésen 33 gólt szerzett. 1973-ban innen került be a válogatott csapatba. 1976 és 1980 között a Stal Mielec együttesében szerepelt. 1980-ban Franciaországba szerződhetett. Öt idényen keresztül játszott az AJ Auxerre csapatában, ahol 148 mérkőzésen 94 gólt szerzett. 1985 és 1989 között az En Avant de Guingamp, majd a Clermont-Ferrand csapatában játszott két-két idényt. Utóbbi csapatnál már játékos-edzőként tevékenykedett.

### A válogatottban
1973 és 1982 között 61 alkalommal szerepelt a válogatottban és 32 gólt szerzett.
Az 1974-es világbajnokságon a Lato, Szarmach, Gadocha csatársor Deyna irányításával 16 gólt szerzett és bronzérmes lett. Lato hét góllal gólkirály lett. Szarmach öt gólt szerzett és elismerésre méltó teljesítményt nyújtott.
Két évvel később ismét igazolta tehetségét. Az 1976. évi nyári olimpiai játékokon ezüstérmet szerzett a csapattal, és 9 góllal a torna legjobb játékosának választották.
Az 1978-as világbajnokságon a középdöntőben esett ki a lengyel csapattal, ahol három dél-amerikai válogatottal szerepelt egy csoportban (Argentína, Brazília és Peru).
1982-ben már rutinos, Franciaországban szereplő játékosként utazott a spanyolországi világbajnokságra. Csoportjából az első helyen jutott tovább a lengyel csapat, majd a középdöntőben határozott és jó játékkal győzték le a belga, majd a szovjet válogatottat, és kerültek az elődöntőbe. Az elődöntőt 2–0-ára elvesztették a későbbi világbajnok olaszokkal szemben. A bronzmérkőzésen a csalódott franciákat viszont 3–2-re legyőzve ismét bronzérmet szerzett a lengyel válogatott.

### Edzőként
1987 és 1989 között játékos-edzőként kezdte edzői pályafutását a Clermont-Ferrand csapatánál. 1989 és 1995 között még további két francia csapatnál dolgozott, majd egy idényig Lengyelországban dolgozott a Zagłębie Lubin együttesénél. 1999 és 2001 között visszatért Franciaországba és az Aurillac edzője volt.

## Sikerei, díjai

### Játékosként
- Világbajnokság
  - bronzérmes: 1974, 1982
- Olimpiai játékok
  - ezüstérmes: 1976
- Lengyel bajnokság
  - 2.: 1973–74
  - 3.: 1978–79
- Francia bajnokság
  - 3.: 1983–84